# Liste der portugiesischen Botschafter in Benin
Die Liste der portugiesischen Botschafter in Benin listet die Botschafter der Republik Portugal in Benin auf. Die Länder unterhalten seit 1977 direkte diplomatische Beziehungen, die auf die Ankunft der Portugiesischen Entdecker als erste Europäer im heutigen Benin im Jahr 1472 zurückgehen.
Der erste Botschafter Portugals akkreditierte sich 1984 in der beninischen Hauptstadt Cotonou. Eine eigene Botschaft eröffnete Portugal dort nicht bislang, der portugiesische Vertreter in Nigeria wird weiterhin in Benin zweitakkreditiert (Stand 2019).

## Missionschefs
| Name                                      | Bild  | Amtszeit  | Anmerkungen                                                                |
| Benin                                     | Benin | Benin     | Benin                                                                      |
| ----------------------------------------- | ----- | --------- | -------------------------------------------------------------------------- |
| Rui Fernando Meira Ferreira               |       | ab 1984   | Botschafter mit Amtssitz Lagos, am 18. August 1984 in Cotonou akkreditiert |
| Filipe Orlando Albuquerque                |       | ab 1997   | Botschafter mit Amtssitz Lagos, am 23. Mai 1997 in Cotonou akkreditiert    |
| António José da Câmra Ramalho Ortigão     |       | ab 1999   | Botschafter mit Amtssitz Lagos, 1999 in Cotonou akkreditiert               |
| Maria de Fátima de Pina Perestrello       |       | seit 2005 | Botschafterin mit Amtssitz Lagos                                           |
| João Maria Rebelo de Andrade Cabral       |       | seit 2010 | Botschafter mit Amtssitz Lagos                                             |
| Simeão Archer Pinto Mesquita              |       | seit 2011 | Botschafter mit Amtssitz Lagos                                             |
| António Pedro da Vinha Rodrigues da Silva |       | seit 2014 | Geschäftsträger am Amtssitz Abuja                                          |
| António Pedro da Vinha Rodrigues da Silva |       | seit 2017 | Botschafter mit Amtssitz Abuja                                             |
| Luís Filipe Ribeiro da Silva Barros       |       | seit 2018 | Botschafter mit Amtssitz Abuja                                             |